# Mwindo
Le Mwindo (en langue nyanga : Mwendo), ou Geste du Mwindo, est une épopée congolaise. Appartenant d'abord à la littérature orale, elle est consignée en 1969.

## Origine
Cycle épique des Nyanga de l'est du Zaïre, il met en scène le héros Mwindo. La littérature orale du nord-ouest de la forêt du Zaïre est recueillie par Biebuyck, parmi laquelle les karisi, épopées célèbrant Mwindo. Kahombo Mateene, chercheur d'origine nyanga, en édite et commente une version avec Biebuyck.

## Résumé
L'épopée raconte la vie de Mwindo, un héros qui naît du doigt de sa mère après une très longue grossesse, et n'étant pas aimé de son père. Affrontant divers ennemis fantastiques, il séjourne sous terre, dans les eaux et dans les airs. Il se réconcilie ensuite avec son père. Shemwindo, un chef de village, convoque son peuple et dit à ses sept femmes de ne donner naissance à aucun enfant mâle. Mais l'une d'entre elles a un fils, Mwindo. Son père tente en vain de le tuer. Après être sorti de la tombe où il a été enterré, il grandit hors du village, puis revient l'attaquer et devient roi à la place de son méchant père, à qui il finit par pardonner. Il réssuscite aussi les morts de la guerre, avec sa magie conga
.

## Analyse
L'épopée se constitue d'une narration en prose et de passages en vers. Les différentes versions ne portent aucun titre, comme les récits traditionnels Nyangas. L'épopée résulte d'une acculturation et s'y trouvent des éléments des groupes pygmées Kumu et Lega, elle fut analysée par Biebuyck et Mateene comme un moyen de comprendre les pratiques des Nyangas.Une chercheuse de Benue State University, Jennifer Adugu, propose une lecture fondée sur la notion de liberté. Elle relève le thème de l'exil, qui précède le retour triomphant. D'autres aspects, comme la paix qui revient après une violence nécessaire, la force du collectif ou la réconciliation entre les peuples sont analysés. Adugu qualifie l'épopée de pont entre l'ancien et le moderne.